# フォレスト・リー
フォレスト・リー（Forrest Li、中国語: 李小冬、1977年/1978年 - ）は、中国出身の億万長者のシンガポール人実業家でShopeeとGarenaの創業者。

## 略歴
上海交通大学で工学の学位、スタンフォード大学経営大学院でMBAを取得している。
2019年3月、オンラインゲーム会社Seaの株価が45％上昇し、リーの純資産は10億ドル以上に増加した。

## 人物
既婚者であり、現在もシンガポールに居住している。